# Amoebidium

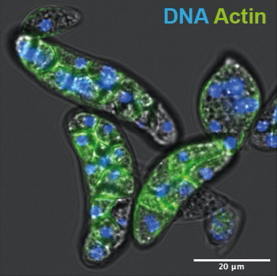
A. appalachense (Zellen gefärbt, um DNA und Aktin sichtbar zu machen). Balken: 20 μm.

Amoebidium ist eine Gattung einzelliger, symbiotischer Eukaryoten im Opisthokonten-Taxon Ichthyosporea (alias Mesomycetozoea), Familie Amoebidiidae (syn. Amoebidiaceae).
Amoebidium-Arten heften sich an das Exoskelett von Gliederfüßern (Arthropoden) des Süßwassers – wie Mückenlarven und Wasserflöhen (z. B. Gattung Daphnia)
Die Typusart ist Amoebidium parasiticum, die auch eine der wenigen Arten ist, die in Reinkultur („axenisch“) kultiviert werden kann.

## Etymologie
Der Gattungsname Amoebidium ist abgeleitet von dem Wort „Amöbe“, das sich auf die sich amöbenartig verbreitenden Zellen (Verbreitungs- oder Streuamöben. englisch dispersal amoebae) bezieht, die in bestimmten Phasen des Lebenszyklus gebildet werden.

## Beschreibung
Die Amoebidium-Arten sind einzellig, in der vegetativen Wachstumsform (Thallus) zigarren- oder röhrenförmig. Sie heften sich an das Exoskelett verschiedener Gliederfüßer (Arthropoden) – Krebstiere und Insekten (Pancrustacea) – im Süßwasser als Wirte mittels einer sekretierten, leimartigen basalen Haltevorrichtung (kurzer Stiel, englisch glue-like basal holdfast) an.
Die Thalli sind coenocytisch (vielkernig aufgrund nach der Zellkern-Teilung ausbleibender Zellteilung) und unverzweigt.
Eine sexuelle Fortpflanzung ist unbekannt.
Die ungeschlechtliche Vermehrung kann auf zwei verschiedenen Wegen erfolgen:

1) der gesamte Zellinhalt teilt sich in längliche, einkernige Sporen (sogenannte Sporangiosporen oder Endosporen), wobei die Zellwand aufbricht, um die Sporen freizusetzen (englisch sporangiospore reproduction), oder

2) der gesamte Zellinhalt teilt sich, um tränenförmige, amöboid bewegliche Zellen (Streuamöben, englisch dispersal amoebae) zu bilden, die sich für kurze Zeit ausbreiten, dann einhüllen und aus dieser Zyste Sporen bilden (sogenannte Zystosporen) – (englisch amoeboid reproduction).

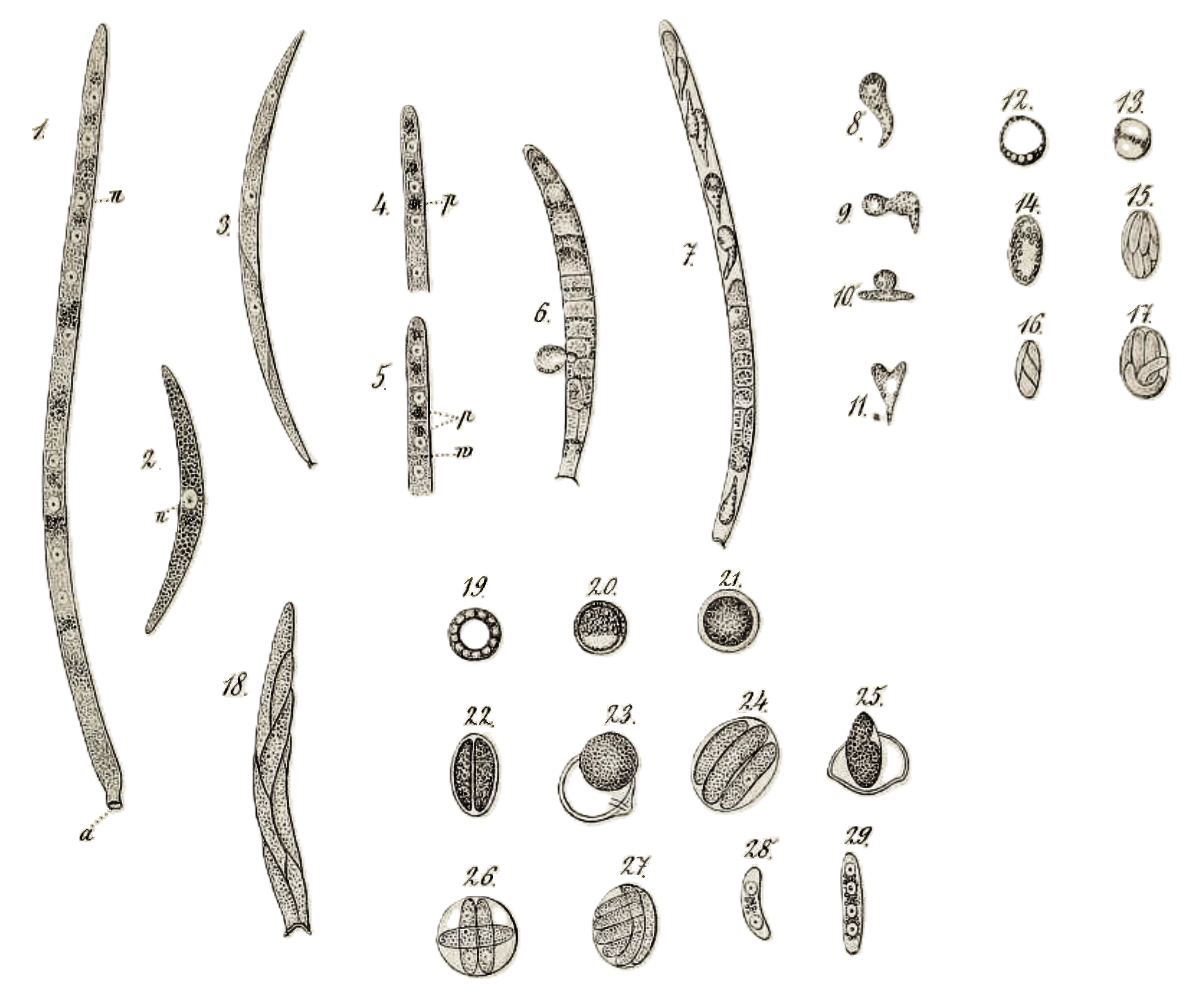
Amoebidium parasiticum, verschiedene Stadien. Illustration aus der Erstbeschreibung von Leon Cienkowski (1861), digital nachbearbeitet.

## Arten

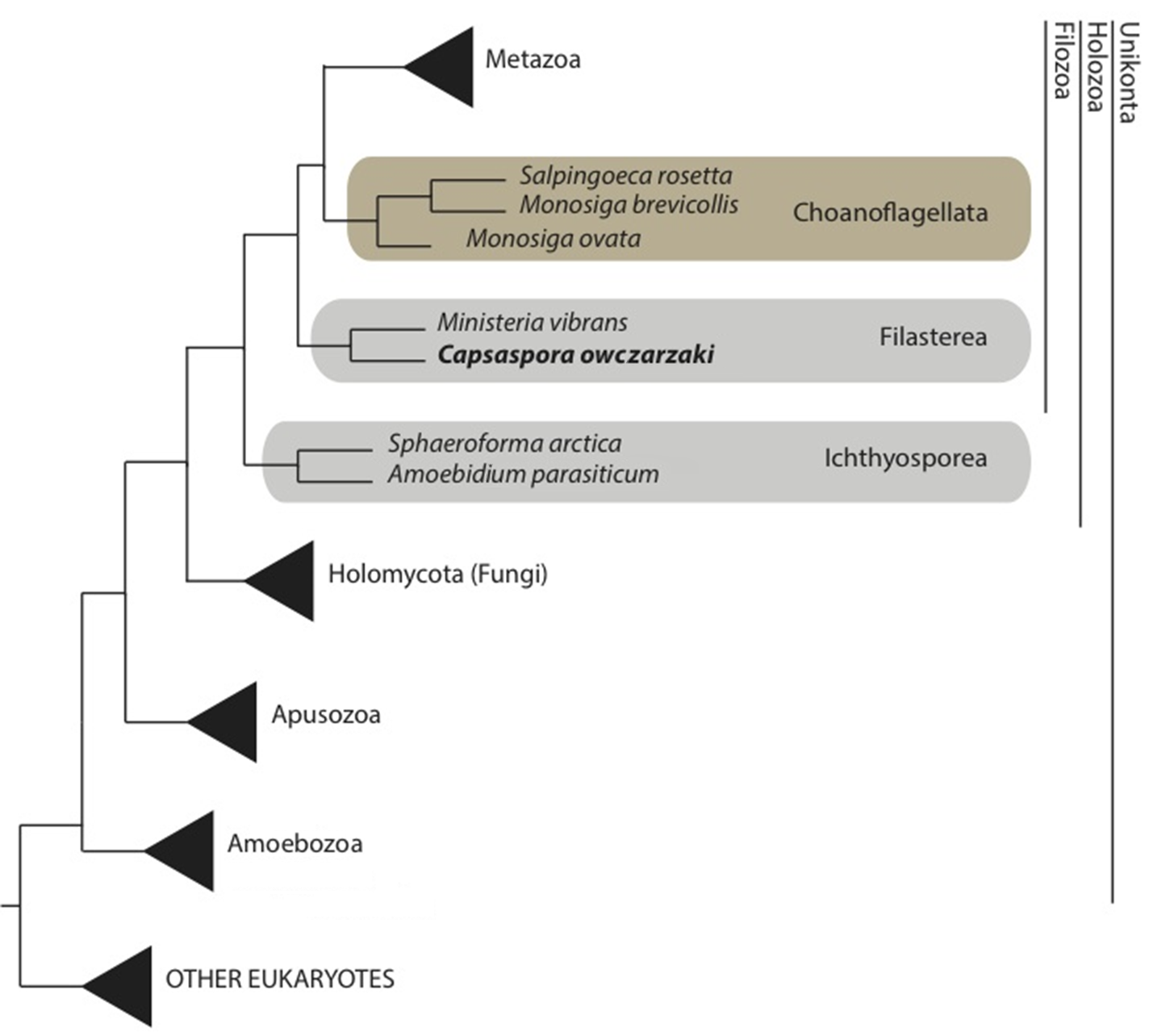
Phylogenetischer Baum

Derzeit sind fünf Arten benannt, die sich anhand der Größe und Form der Thalli, der Sporen und der Streuamöben (englisch dispersal amoebae) unterscheiden.
Amoebidium parasiticum ist die in Feldproben am häufigsten anzutreffende Art und scheint mit Funden aus der Tschechischen Republik, Dänemark, England, Frankreich, Israel, Japan, den Philippinen, Polen, Singapur, Spanien, Tunesien und den Vereinigten Staaten (einschließlich Puerto Rico) kosmopolitisch verbreitet zu sein.
Die Spezies wurde in Verbindung mit einer Vielzahl von Wirten gefunden, darunter Ruderfußkrebse (Copepoda), Flohkrebsen (Amphipoda), Asseln (Isopoda), Nymphen von Eintagsfliegen (Ephemeroptera), sowie Larven von Mücken (Nematocera) inklusive Kriebelmücken. Die anderen vier Arten (A. appalachense, A . australiense, A. colluviei, und A. recticola) wurden in begrenzten geographischen Gebieten gefunden. Es ist jedoch nicht klar, ob diese Arten jeweils nur begrenzt verbreitet sind, oder ob die beobachtete limitierte Verbreitung ein Artefakt einer geringen Zahl von Probenahmen ist. A. recticola wurde beispielsweise seit 1920 nicht mehr in der Literatur erwähnt und wurde ursprünglich von Daphnien gesammelt, die in einem Reptilienbecken in einem Pariser Museum (Frankreich) lebten.
Gattung Amoebidium Cienkowski 1861
- Amoebidium appalachiense Siri, M. M. White & Lichtwardt 2006[15] [Amoebidium appalachense Siri, M. M. White & Lichtw.[8]]
- Amoebidium australiense Lichtwardt & M. C. Williams 1992[16]
- Amoebidium colluviei Lichtwardt 1998[17]
- Amoebidium parasiticum Cienkowski 1861 [A. fasciculatum J. L. Lichtenstein 1917, A. poissonii Duboscq, L. Léger & Tuzet 1948][11] (Typusart)
  - Amoebidium parasiticum JAP-7-2[8]
- Amoebidium recticola Chatton 1906[18] [A. reticola – in  GBIF, nach ITIS, vermutlich Schreibfehler]
- Amoebidium sp. TN-27-W4 (mit Gensequenz, aber ohne gültige Veröffentlichung)[8]

Abkürzungen der Autoren:
- Cienk. = Leon Cienkowski
- Lichtw. = Robert W. Lichtwardt
- Licht. = Jean L. Lichtenstein:

## Kultivierung

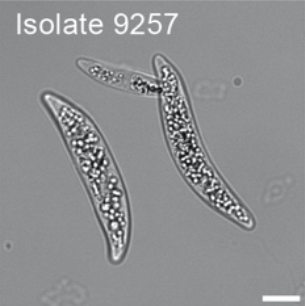
A. parasiticum Isolat 9257, Zellen in Kultur. Balken: 10 μm.

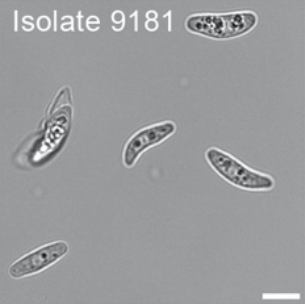
A. appalachense Isolat 9181, Zellen in Kultur. Balken: 10 μm.

Amoebidium parasiticum war der erste Vertreter der (heute als nicht-taxonomisch geltenden) Gruppe der Trichomyceten,
der in axenischer Kultur (Reinkultur) erhalten wurde, was detaillierte Studien ermöglichte über
die Ernährungsbedürfnisse,
die Zusammensetzung der Zellwand
und die Bedingungen, unter denen eine Freisetzung von Streuamöben (Amöbogenese) erfolgt.
Außerdem war es so möglich, reines Gewebe für die DNA-Extraktion zu bekommen.
Bei diesen Studien wurden mehrere wichtige Merkmale entdeckt:
- Zunächst war die Gattung Amoebidium versuchsweise in das Reich der Pilze eingeordnet worden; die tatsächliche Verwandtschaft mit Pilzen wurde aufgrund der Bildung amöboider Zellen – ein Merkmal, das bei Pilzen nicht beobachtet wird – infrege gestellt.[9] Bei der Analyse der Zusammensetzung der Zellwand von A. parasiticum wurden weder Chitin noch Zellulose nachgewiesen, was zusätzlich gegen eine nahe Verwandtschaft von Amoebidium mit Pilzen sprach.[22]
- Zweitens führten Experimente zu den Ernährungsbedürfnissen von A. parasiticum zur Entwicklung verschiedener Rezepturen für Nährmedien, die auch eine Kultivierung anderer Arten aus der Gruppe der Trichomyceten ermöglichten.[9]
- Drittens stellten man 1986 fest, dass die Amöbogenese offenbar durch die Häutung oder den Tod des Wirtsarthropoden ausgelöst wird, was beispielsweise bei Sektionen zu beobachten war.[24] Experimente mit Kulturen von A. parasiticum bestätigten diese Beobachtungen, indem sie zeigten, dass die Amöbogenese durch die Inkubation von Amoebidium-Thalli mit einem Zellaufschluss (Homogenat) des Wirts (hier Daphnia), angereichert mit Kombinationen von Aminosäuren und Vitaminen, ausgelöst werden kann.[23][25]

Damals war für die molekularphylogenetische Analyse – in Zeiten vor der heutigen Metagenomik –  die Gewinnung von reiner Trichomyceten-DNA eine große Herausforderung, da diese DNA kontaminiert sein kann mit der des Wirts, mit der von Bakterien und anderen Symbionten, und mit der von Nahrungsmitteln, die sich zum Zeitpunkt der Sektion im Darm des Wirts befinden. Daher sind axenische Kulturen von Trichomyceten sehr wertvoll für die Gewinnung reiner DNA-Proben.
Die phylogenetische Stellung von A. parasiticum wurde schließlich im Jahr 2000 geklärt, als diese Analysen zeigten, dass die Art eindeutig nicht mit Pilzen verwandt ist, sondern zu einer Gruppe von Protisten in den Ichthyosporea (auch als Mesomycetozoea oder provisorisch als DRIP-Klade bezeichnet) gehört.
Amoebidium appalachense wurde ebenfalls in axenischer Kultur gewonnen, und nachfolgende molekulare Analysen bestätigten seine Verwandtschaft mit A. parasiticum und anderen Mesomycetozoea (d. h. Ichthyosporea).

## DNA-Methylierung und Endogenisierung von Riesenviren undAddintoviridae

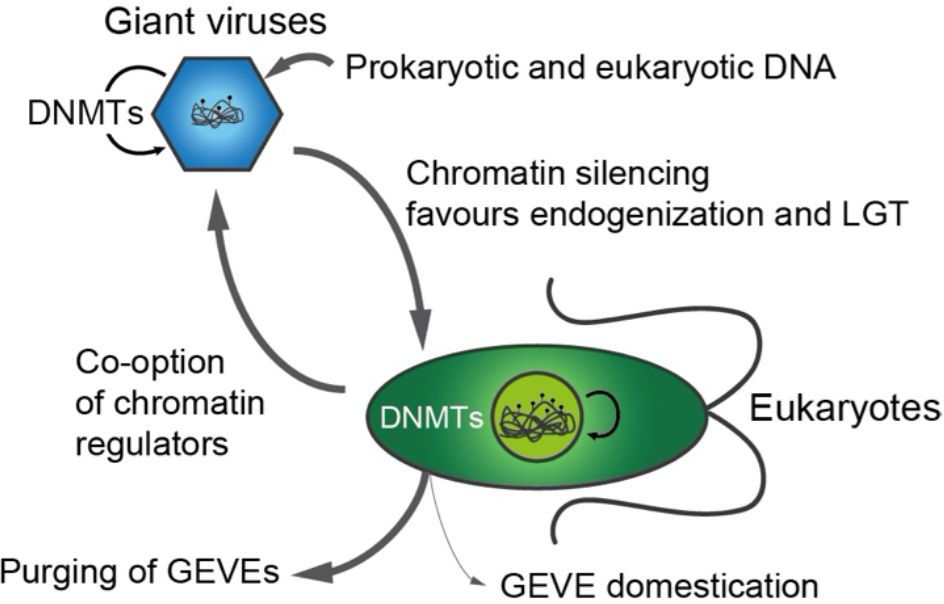
Schematische Darstellung des lateralen Gentransfers (LGT) von Riesenviren auf Eukaryonten (virus-to-host, V2H) und umgekehrt (H2V). DNA-Methyltransferasen (DNMTs) vermitteln DNA-Methylmarkierungen (als „Lollipops“ (↺) dargestellt).

Im Juli 2024 veröffentlichten Luke Sarre et al. eine Studie, wonach A. appalachense DNA-Methylierungen vollzieht, und zwar sowohl von Transposons als auch von Genkörpern, nach einem Muster, das entfernt dem von Wirbellosen und Pflanzen ähnlich ist.
Interessanterweise stammen die hypermethylierten Genomregionen von Insertionen durch Viren, darunter Hunderte von endogenisierten Riesenviren (Phylum Nucleocytoviricota, NCLDV), die 14 % zum Proteoms des Organismus beitragen.
Die Insertionen (giant endogenous viral elements, GEVEs) konnten einer Riesenvirus-Linie zugeordnet werden, die zur vorgeschlagenen Ordnung „Pandoravirales“ gehört und eng mit der Familie Mamonoviridae (mit Medusavirus und „Clandestinovirus“) verwandt ist. Die GEVEs im Amoebidium-Genom stammen allerdings nicht nur von einem einzigen „katastrophalen“ Insertionsereignis oder gar nur von einer einzigen viralen Linie, da sie untereinander ein hohes Maß an Divergenz in der Gensequenz aufweisen.
Es konnte gezeigt werden, dass die Methylierung der DNA-Base Cytosin zu 5-Methylcytosin (5mC) diese Riesenvirus-Insertionen zum Schweigen bringt (Gen-Silencing).
Dazu passt, dass Riesenviren (insbesondere Mitglieder der „Pandoravirales“) verschiedene Formen der DNA-Methylierung (N6-Methyladenin und N4-Methylcytosin) nutzen, um ihre eigenen Genome zu methylieren, was bei der Infektion eine Rolle spielen könnte.
Darüber hinaus weisen verschiedene andere Amoebidium-Isolate polymorphe Riesenvirus-Insertionen auf, was immer wiederkehrende Infektionen, Endogenisierungen und Säuberungen hinweist.
Ansonsten wurde unter den Holozoa nur noch bei der Gattung Pigoraptor einige Riesenvirus-Markergene gefunden, die aber auf andere Linien dieser Virusgruppe verwiesen.
Einige wenige Instanzen von PLVs wurden noch bei der nahe verwandten Ichthyosporea-Spezies Sphaeroforma arctica gefunden.
Neben den Riesenviren wurden im Amoebidium-Genom weitere kompakte hypermethylierte Regionen gefunden, die u. a. für Minor- und Major-Kapsidproteine (mCP und MCP) und eine DNA-Polymerase der Familie B kodieren. Die DNA-Polymerase-Sequenzen zeigten die größte Übereinstimmung mit Viren der Familie Adintoviridae, einer ebenfalls Gruppe doppelsträngiger DNA-Viren, die in Beziehung zu Polintons stehen (polinton-related/like viruses, PLVs; Phylum Preplasmiviricota).
Die Ergebnisse legen nahe, dass 5mC für die kontrollierte Koexistenz neu erworbener Virus-DNA im Genom von Eukaryoten von entscheidender Bedeutung ist. Amoebidium könnte als ein Modellorganismus für das Verständnis der hybriden Ursprünge der DNA von Eukaryoten beitragen.

## ParasitBasidiolum

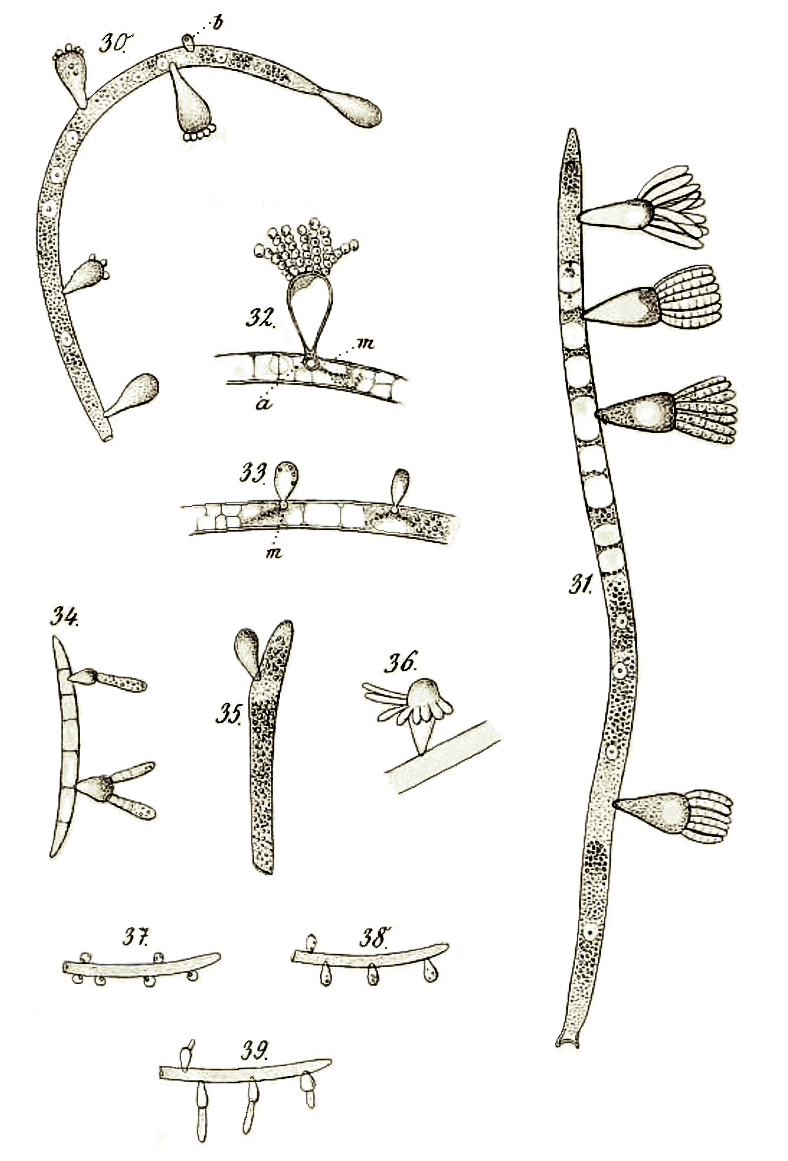
Verschiedene Stadien im Lebenszyklus des Amoebidium-Parasiten Basidiolum. Illustration aus der Arbeit von Leon Cienkowski (1861), digital nachbearbeitet.

In seiner Erstbeschreibung verwies Leon Cienkowski auch auf einen offensichtlichen Parasit, der seinerseits an Amoebidium parasiticum schmarotzt. Er beobachtete birnenförmige Anhängsel am Thallus („Schlauch“) von A. parasiticum. An der Anheftungsstelle dieser Anhängsel war eine kleine kugelförmige Struktur zu erkennen, von der eine fadenähnliche „Wurzel“ ausging. Die birnenförmigen Anhängsel bildeten auf der Seite gegenüber der Anheftungsstelle zunächst kleine „Warzen“, die sich zunächst zu Stäbchen verlängerten. Diese unterteilten sich dann in kleine Kügelchen, so dass sie kurze Ketten bildeten und sich insgesamt ein büschelartiges Aussehen ergab. Die Kügelchen wurden dann abgestoßen; der gesamte Vorgang konnte auch wiederholt stattfinden. Angesichts der Ähnlichkeit mit den Basidien höherer Pilze verstand Cienkowski diese Anhängsel als am Amoebidium-Thallus parasitierende Pilze, die er als (Gattung) Basidiolum bezeichnete. Die Global Biodiversity Information Facility (GBIF) ordnet die Gattung Basidiolum der Ordnung Zoopagales innerhalb der Pilzklasse Zoopagomycota zu. Sie listet eine Spezies, Basidiolum fimbriatum Cienk., 1861 (Erstbeschreibung identisch mit der von A. parasiticum).